# Toy Story 2
Toy Story 2 és una pel·lícula d'animació estatunidenca de 1999, la segona part de Toy Story i la tercera pel·lícula de Pixar, que narra les aventures d'un grup de joguines que cobren vida quan els humans no les veuen. Com la primera pel·lícula, Toy Story 2 va ser dirigida per John Lasseter, Lee Unkrich i Ash Brannon, distribuïda per Disney.
A Toy Story 2 els animadors van desenvolupar un sistema en el qual poder incloure petites partícules de pols sobre els objectes. John Lasseter va afirmar: «Va ser molt difícil crear la pols, ja que vam haver de fer moltes proves difícils i costoses per a poder donar-li textura i transparència, però al final ens va sortir una diminuta partícula que la computadora va espargir per tots els sòlids seleccionats, aplicant un efecte de realisme molt innovador.»

## Argument
Woody es prepara per anar-se a un campament d'estiu amb l'Andy durant el cap de setmana, però, l'Andy accidentalment trenca el braç del Woody mentre jugava, així que, deixa en Woody abandonat en un prestatge. Des del prestatge, Woody descobreix que la mare de l'Andy, està organitzant una venda al seu jardí, i se'n porta objectes vells de l'habitació de l'Andy, incloent a un vell pingüí anomenat Wheezy. Woody s'escapoleix fins al jardí i salva en Wheezy, amb l'ajuda del gos de l'Andy, però cau al jardí i és trobat per un col·leccionista de joguines, qui acaba robant a Woody, quan la mare de l'Andy es nega a vendre'l. El lladre és reconegut per Buzz i les altres joguines com Al McWhiggin, el propietari de la botiga de joguines "Magatzem de joguines d'Al". Buzz recluta Mr. Potato Head, Slinky, Rex i en Hamm per rescatar en Woody, abans que torni l'Andy.
A l'apartament d'Al, Woody descobreix que és un article molt important de col·lecció de "La Marrada de Woody", un programa infantil popular dels anys cinquanta, i coneix altres joguines de la franquícia: Jessie, Bullseye, el seu cavall fidel i el Stinky Pete, qui es troba tot segellat en la seva caixa. Amb la inclusió de Woody, l'Al McWhiggin planeja vendre la col·lecció completa de "La Marrada de Woody", a un museu de joguines a Tòquio (Japó).
L'Al McWhiggin contracta els serveis d'un ancià que arregla joguines, perquè arregli en Woody del seu braç descosit i també per retocar-lo. Les altres tres joguines, estan emocionats pel viatge, però Woody, desitja tornar a casa i només espera que l'arreglin per poder tornar amb l'Andy, a causa d'això, es crea una disputa amb Jessie, qui tem ser retornada i guardada en una caixa on ha estat anys, ja que el museu de joguines sense el Woody no acceptarà la col·lecció completa.
El reparador arriba i repara el seu braç, Woody està disposat a tornar amb l'Andy, però el Stinky Pete el convenç perquè parli amb Jessie, abans de poder marxar. Jessie revela que ella també, havia estat estimada per la seva propietària, una nena anomenada Emily de qui era inseparable, fins que la va oblidar i la va regalar, quan ella havia crescut. El Stinky Pete fa reflexionar en Woody diguen-li que l'Andy està creixent i no pot impedir-ho, i que decideix si vol tornar i passar a l'oblit o acompanyar-los i ser alguna cosa per sempre, ser estimat i recordat per generacions. Adonant-se de tot Woody es convenç amb la idea d'anar a un Museu i decideix quedar-se.
Mentrestant, Buzz i les altres joguines, arriben a la botiga de joguines que es troba davant de l'apartament d'Al. Poc després de separar-se de les altres joguines, Buzz es troba amb un nou Buzz Lightyear, que creu que realment és un home espacial, tal com Buzz havia cregut abans. Tots dos Buzzs es barallen, però el Buzz de l'Andy, acaba sent tancat en una caixa del seu homòleg i el nou Buzz, és confós pels altres joguines, com si fos el Buzz de l'Andy.
El veritable Buzz aconsegueix escapar de la caixa i els segueix, sense notar que una figura d'acció de L'Emperador Zurg, arxienemic de Buzz, el persegueix amb la intenció de destruir-lo. Buzz els atrapa i intenten portar de tornada a Woody, però aquest no accepta. Llavors Buzz li recorda a Woody, que una joguina està destinat, a ser jugat per un nen i no per ser observat, a través d'un vidre per un. Woody recobra el sentit i convenç Jessie i Bullseye d'esdevenir joguines d'Andy, però el Stinky Pete, creient que el viatge al museu, és la seva única oportunitat de ser recordat, ja que mai va ser venut, obre la seva caixa i separa Woody, Jessie i Bullseye dels altres.
En empaqueta Woody amb la resta de la mercaderia i es dirigeix a l'Aeroport. Mentre Buzz i companyia intenten atrapar-los, es troben L'Emperador Zurg i començant a lluitar amb el Nou Buzz, però Zurg acaba sent intencionadament vençut per Rex. Buzz i els altres es porten una camioneta repartidora de Pizza Planeta abandonada i persegueixen a l'Al McWhiggin fins a l'aeroport (en la persecució, Mr Potato Head va rescatar a 3 petits marcians de Pizza Planeta, que eren de la camioneta), mentre que el nou Buzz, es queda jugant amb l'Emperador Zurg, ja que havia revelat que era el Pare de Buzz. A l'àrea d'entrada i sortida d'equipatge, són atacats pel Stinky Pete qui es baralla amb Woody i Buzz, trencant de nou el braç de Woody, però acaba sent derrotat i és ficat a la motxilla d'una nena. Jessie acaba sent ficada a l'avió amb destinació al Japó, però Woody entra a rescatar-la i just quan estan a punt de sortir, tanquen les portes de l'avió i es posa en marxa. Woody li demana a Jessie, que confiï en ell per sortir de l'avió, per una avertura en l'accés a les rodes de l'avió. Jessie temorosa diu que és una bogeria, però Woody li demana que imagini, que és com si fos l'aventura final de " La Marrada de Woody ", salten de l'avió en moviment i cauen en el llom de Bullseye juntament amb Buzz.
Les Joguines tornen a casa, just abans que l'Andy torni del campament i esperen el seu retorn. L'Andy pren a Jessie, a Bulseye i als 3 petits marcians de Pizza Planeta, com les seves noves joguines. Les Joguines s'assabenten, que el negoci d'Al havia caigut, a causa del fallit intent de vendre i lliurar la mercaderia, al museu de Tòquio. Mentre les noves joguines s'acostumen a tenir un nou amo, Woody li diu a Buzz que no es preocupés, pel fet que l'Andy estigui creixent, perquè quan passi, Woody encara tindrà a Buzz, per fer-li companyia al "Infinit i més enllà ".

## Personatges[2]
- Xèrif Woody: És un vaquer de joguina amb una corda a la part de darrere, que en estirar-la diu frases com ara: "Hi ha una serp en la meva bota" o "Algú ha enverinat l'Abeurador". Woody és la joguina preferida d'Andy, fins que li regalen a Buzz Lightyear, pel qual deixa de banda a Woody. Finalment, totes dues joguines acaben sent grans companys. A la primera part Woody pateix molts atacs de nervis i és més covard, però en la segona es veu que més o menys supera aquests atacs i es torna més valent. La seva nòvia és Bo Peep, la pastoreta, el seu millor amic és Buzz, i la seva millor amiga és Jessie.
- Buzz Lightyear: És una joguina amb forma de guerrer espacial, el qual arriba fins a les mans d'Andy, un nen amb una gran col·lecció de joguines. A casa de l'Andy coneixerà a la resta de joguines com són Woody,Rex entre d'altres. Està enamorat de Jessie i el seu enemic és l'emperador Zurg.
- Jessie: És vaquera de joguina.Ella i Woody tenen una relació com la de dos germans, i està enamorada de Buzz.
- Stinky Pete: És un explorador, ha estat durant anys al magatzem d'Al juntament amb Jessie i Bullseye. Està tancat en una caixa que mai s'ha obert. Ell odia les joguines espacials. Quan Buzz i les altres joguines d'Andy van a la recerca de Woody, ell no ho consent, i obliga Woody a anar al museu del Japó.
- Bullseye: És una joguina en forma de cavall, es molt amic del Woody i la jessie, i després de les joguines de Andy.
- Mr. Potato Head: És una joguina en forma de patata a la qual se li poden posar i treure diferents parts de la cara. És l'espòs de la Mrs. Potato Head, i pare adoptiu de tres aliens. Algunes vegades critica Woody.
- Mrs. Potato Head: És una joguina en forma de patata a la qual se li pot posar i treure diferents parts de la cara. És l'esposa del Mr. Potato Head, i mare adoptiva de tres aliens.
- Slinky Dog:Slinky és una joguina mitjà gos i mig molla, Slinky té cap, coll i potes de gos i la unió a la seva altra banda és una molla. Slink és un gos simpàtic i sociable. El millor amic de Slinky és en Woody.
- Rex: És un Tiranosaure Rex de plàstic. Ell tem no ser prou aterridor. Entre els seus temors estan: Sid, Al McWhiggin, i que Andy tingui un dinosaure més aterridor que ell.
- Hamm: És una guardiola en forma de porc de plàstic. És molt bromista.En Toy Story 2 té un gran odi cap a Al McWhiggin, sobretot després de saber que és qui ha segrestat Woody.
- Els Marcians verds: son 3 joguines en forma de Marcians amb tres ulls cadascun, i que ajuderan al buzz i la tropa a rescatar al Woody
- Bo Peep: És una pastora de porcellana. Té un ramat d'ovelles, encara que en realitat és una sola ovella amb tres caps. És la novia de Woody
- Al McWhiggin: És un venedor de joguines que "segresta" Woody per completar la seva col·lecció. Ell planeja enviar a un museu de joguines al Japó per fer-se ric.
- Andy Davis: És un bon nen, és germà de Molly i el fill de la Sra.Davis. En Toy Story Andy compleix anys i li regalen un Buzz Lightyear de joguina que fa que Woody es posi gelós. En Toy Story 2 Andy es va a un campament, i deixa a les seves joguines sols per un temps.En Toy Story 3 Andy ja és gran, i se'n va a la universitat, així que dona a les seves joguines a Bonnie.
- Sra.Davis: És la mare d'Andy i Molly.
- Sarge: És el líder d'un grup de soldats de plàstic. Ell i el seu grup s'encarreguen d'espiar als humans i explicar a les altres joguines el que fan a través d'un walkie talkie. Els soldats s'encarreguen, especialment, d'esbrinar que joguines troben en els regals d'aniversari i Nadal.
- Barbie: Era una antiga joguina de Molly.
- Geri: Ell comença a jugar sol als escacs, juga com si fos dues persones, només traient-se i posant-se unes ulleres perquè sembli que és un altre. Finalment, guanya la partida a si mateix i guanya una dentadura.
- Evil Emperor Zurg: És una malvada joguina que té com a objectiu destruir Buzz Lightyear i dominar l'univers.

## Repartiment
- Tom Hanks: Xèrif Woody
- Tim Allen: Buzz Lightyear
- Joan Cusack: Jessie
- Kelsey Grammer: Stinky Pete the Prospector
- Don Rickles: Mr. Potato Head
- Estelle Harris: Mrs. Potato Head
- Jim Varney: Slinky Dog
- Wallace Shawn: Rex
- John Ratzenberger: Hamm
- Annie Potts: Bo Peep
- Wayne Knight: Al McWhiggin
- John Morris: Andy Davis
- Laurie Metcalf: mare d'Andy
- R. Lee Ermey: Sarge
- Jodi Benson: Barbie
- Jonathan Harris: Geri
- Andrew Stanton:Evil Emperor Zurg

## Música[3]
Totes les cançons foren escrites i compostes per Randy Newman. 
| Núm.          | Títol                                                                        | Durada |
| ------------- | ---------------------------------------------------------------------------- | ------ |
| 1.            | «Woody's Roundup» (Realitzat per Riders in the Sky)                          | 1:53   |
| 2.            | «When She Loved Me» (Realitzat per Sarah McLachlan)                          | 3:05   |
| 3.            | «You've Got a Friend in Me» (Realitzat per Robert Goulet)                    | 2:56   |
| 4.            | «Zurg's Planet»                                                              | 3:39   |
| 5.            | «Wheezy and the Yard Sale»                                                   | 3:11   |
| 6.            | «Woody's Been Stolen»                                                        | 1:28   |
| 7.            | «Chicken Man»                                                                | 1:17   |
| 8.            | «Woody's Dream»                                                              | 3:55   |
| 9.            | «Jessie and the Roundup Gang»                                                | 1:24   |
| 10.           | «Woody's a Star»                                                             | 1:28   |
| 11.           | «Let's Save Woody»                                                           | 2:07   |
| 12.           | «Off to the Museum»                                                          | 1:29   |
| 13.           | «Talk to Jessie»                                                             | 0:43   |
| 14.           | «The Cleaner»                                                                | 1:50   |
| 15.           | «Al's Toy Barn»                                                              | 4:00   |
| 16.           | «Emperor Zurg vs. Buzz»                                                      | 2:41   |
| 17.           | «Use Your Head»                                                              | 4:18   |
| 18.           | «Jessie's in Trouble»                                                        | 2:14   |
| 19.           | «Ride Like the Wind»                                                         | 1:29   |
| 20.           | «You've Got a Friend in Me (Instrumental Version)» (Realitzat per Tom Scott) | 2:59   |
| Durada total: | Durada total:                                                                | 47:06  |

## Al voltant de la pel·lícula

### Anecdotari
- Mentre estan buscant l'anunci de televisió de la botiga Al's, es poden veure parts de diversos curtmetratges de Pixar, com per exemple: Luxo Jr (1986),Red's DreamWorks (1987), Tin Toy (1988) i Knick Knack (1989).[4]
- El restaurador de Woody és Geri, protagonista de la pel·lícula de DreamWorks Geri's Game (1997).[4]
- En una escena del magatzem de joguines es pot veure darrere de Buzz una joguina que té el mateix aspecte que Dim de la pel·lícula A Bug's Life.
- Quan la versió deluxe de Buzz està a punt de ser derrotat per Zurg diu "Tu vas matar el meu pare!" i Zurg respon "No, jo, sóc el teu pare", això és referència al famós diàleg entre Luke Skywalker i Darth Vader a Star Wars episodi V: L'Imperi contraataca.
- Hi ha calendaris d'A Bug's Life que pengen a l'habitació d'Andy.
- Quan Buzz i els seus amics es disposen a creuar el carrer cap a la botiga de joguines apareix per una fracció de segon l'autobús de mudança de la primera pel·lícula.
- La Botiga Als Toys és una clara referència a la cadena de joguines Toys'R'Us

### Pífies i errades
- A Woody se li canvia el descosit d'un a altre braç.[5]
- El nom de l'Andy a la bota de Woody canvia de direcció.[5]

## Premis i nominacions
| Any  | Premi                              | Categoria                          | Persona                                                                                                | Resultat   |
| ---- | ---------------------------------- | ---------------------------------- | --- | ---------- |
| 2000 | Premis Oscars                      | Millor cançó original              | Randy Newman per "When She Loved Me"                                                                   | Nominada   |
| 2000 | Globus d'Or                        | Millor pel·lícula musical o còmica | | Guanyadora |
| 2000 | Globus d'Or                        | Millor cançó original              | Randy Newman per "When She Loved Me"                                                                   | Nominada   |
| 2000 | Premis Saturn                      | Millor pel·lícula de Fantasia      | | Nominada   |
| 2000 | Premis Saturn                      | Millor música                      | Randy Newman                                                                                           | Nominada   |
| 2000 | Premis Satellite                   | Millor pel·lícula de Fantasia      | | Guanyadora |
| 2000 | Premis Satellite                   | Millor canço                       | Randy Newman per "When She Loved Me"                                                                   | Guanyadora |
| 2000 | ASCAP Film and Television Music    | Millor música                      | Randy Newman                                                                                           | Guanyador  |
| 2000 | Annie Award                        | Millor pel·lícula de animació      | | Guanyadora |
| 2000 | Annie Award                        | Millor director                    | John Lasseter Lee Unkrich Ash Brannon                                                                  | Guanyador  |
| 2000 | Annie Award                        | Millor música                      | Randy Newman                                                                                           | Guanyador  |
| 2000 | Annie Award                        | Millor guió                        | John Lasseter Andrew Stanton Pete Docter Rita Hslao                                                    | Guanyadors |
| 2000 | Annie Award                        | Storyboarding                      | Dan Jeup Joe Ranft                                                                                     | Guanyadors |
| 2000 | Annie Award                        | Millor actriu (Veu)                | Joan Cusack                                                                                            | Guanyadora |
| 2000 | Annie Award                        | Millor actor (Veu)                 | Tim Allen                                                                                              | Guanyador  |
| 2000 | Annie Award                        | Millor disseny de Producció        | William Cone Jim Pearson                                                                               | Nominada   |
| 2000 | Annie Award                        | Animació                           | Doug Sweetland                                                                                         | Nominada   |
| 2000 | Blockbuster Entertainment          | Pel·lícula Familiar                | | Guanyadora |
| 2000 | Bogey Awards (Alemanya)            | Millor pel·lícula                  | | Guanyadora |
| 2000 | Broadcast Film Critics Association | Millor pel·lícula de animació      | | Guanyadora |
| 2000 | Kansas City Film Critics Circle    | Millor pel·lícula de animació      | | Guanyadora |
| 2000 | Kids' Choice                       | Millor pel·lícula de animació      | | Nominada   |
| 2000 | Kids' Choice                       | Millor actor (Veu)                 | Tim Allen Tom Hanks                                                                                    | Nominats   |
| 2000 | Casting Society of America         | Casting de veus                    | | Nominada   |
| 2000 | Las Vegas Film Critics Society     | Millor pel·lícula de animació      | | Nominada   |
| 2000 | Las Vegas Film Critics Society     | Millor cançó                       | Randy Newman per "When She Loved Me"                                                                   | Nominada   |
| 2000 | MTV Movie                          | Duo(veus)                          | Tim Allen, Tom Hanks                                                                                   | Nominats   |
| 2000 | Motion Picture Sound Editors       | Millor So                          | Michael Silvers Mary Helen Leasman Shannon Mills Teresa Eckton Susan Sanford Bruce Lacey Jonathan Null | Nominats   |
| 2000 | Motion Picture Sound Editors       | Millor so de la musica             | Bruno Coon Lisa Jaime                                                                                  | Nominats   |
| 2000 | Online Film Critics Society        | Millor pel·lícula de animació      | | Nominada   |
| 2000 | Online Film Critics Society        | Millor guió                        | John Lasseter Andrew Stanton Pete Docter Rita Hslao                                                    | Nominats   |
| 2000 | Teen Choice                        | Millor actriu (veu)                | Joan Cusack                                                                                            | Nominada   |
| 2000 | Young Artist                       | Pel·lícula familiar                | | Guanyadora |
| 2001 | Premi Grammy                       | Millor Canço                       | Randy Newman per "When She Loved Me"                                                                   | Guanyadora |
| 2001 | Premi Grammy                       | Millor música                      | Randy Newman                                                                                           | Nominada   |
| 2005 | Premis Satellite                   | Edició Especial en Dvd             | | Guanyadora |